# Dioscorea arifolia
Dioscorea arifolia är en enhjärtbladig växtart som beskrevs av Karel Presl. Dioscorea arifolia ingår i släktet Dioscorea och familjen Dioscoreaceae. Inga underarter finns listade i Catalogue of Life.